# Simon Dennis
Simon John Dennis (MBE) (født 24. august 1976 i Henley-on-Thames) er en engelsk tidligere roer og olympisk guldvinder.
Dennis stammer fra Henley, center for britisk rosport, og han var i 1994 med til at vinde VM-bronze i otteren for juniorer. I 1996 var han med til at vinde guld i firer uden styrmand ved U/23-VM, hvorpå han vendte tilbage til otteren som senior. Den britiske otter lå lige uden for medaljerækken op gennem 1990'erne, og Dennis tog en afstikker til toer uden styrmand i 1999, ligeledes uden at opnå VM-succes.
Højdepunktet i karrieren kom ved OL 2000 i Sydney, hvor han var tilbage i otteren, hvis besætning ud over Dennis bestod af Andrew Lindsay, Ben Hunt-Davis, Louis Attrill, Luka Grubor, Kieran West, Fred Scarlett, Steve Trapmore og styrmand Rowley Douglas. I indledende heat blev briterne nummer to i deres heat efter Australien, men de kvalificerede sig til finalen efter sejr i opsamlingsheatet. I finalen lagde briterne sig i spidsen fra løbets begyndelse, og der blev de og sikrede sig guldet (den første britiske guldmedalje i disciplinen siden OL 1912) lidt under et sekund foran australierne, mens bronzen gik til Kroatien.
Dennis tog endnu en sæson i otteren efter OL, og her blev det igen til en VM-placering uden for medaljeskamlen.
Herefter tog han en pause fra roningen, men den endte i det lange løb med at være indstilling af den aktive karriere. Han er arbejder nu som biologilærer.

## OL-medaljer
- 2000:  Guld i otter